# Lijst van Italiaanse historische motorfietsmerken A-B-C
Lijst van Italiaanse historische motorfietsmerken zonder eigen artikel A-B-C.

### Abignente
Van dit merk is niet meer bekend dan dat in 1926 een motorfiets met een 345 cc tweetaktmotor werd geproduceerd.

### ABRA

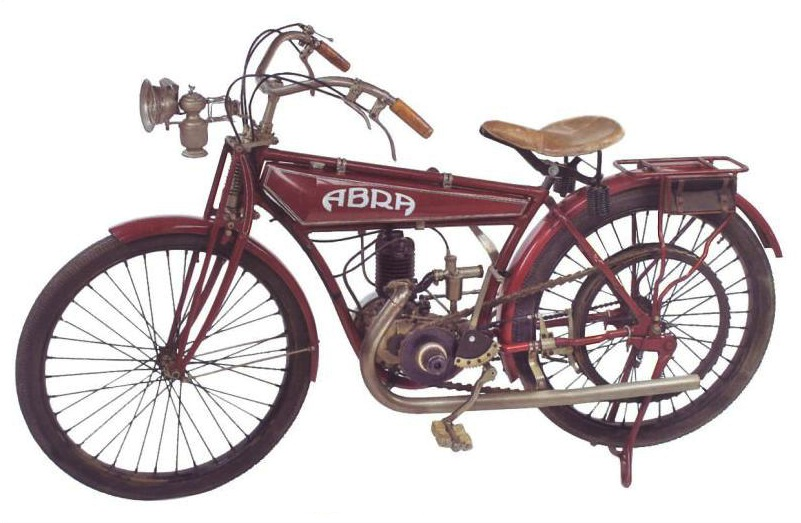
Abra 125 Sport uit 1924

(Autobiciclette Brevetta Rodolfi Alfeo, Bologna 1923 - 1927), produceerde een beperkte oplage 149 cc motorfietsjes met DKW - tweetaktblokken. Latere modellen hadden 132 cc.

### ACSA
Motorfietsmerk uit Bologna dat slechts één jaar bestond, in 1954. Men bouwde de Veltro-bromfiets waarbij het motorblokje onder de trapperas lag. De grootste cilinderinhoud was 75 cc.

### Adriatica
Fabrikant van landbouwwerktuigen die een wegraceteam onderhield dat in 1979 zijn eerste eigen motorfiets bouwde, een 125 cc tandem twin. De machine was geconstrueerd door Jan Witteveen, die later furore zou maken als constructeur bij Aprilia.

### Aetos
(Ditta Motocicli Pozzi, Torino 1913 - 1914). Er werden slechts weinig Aetos-motorfietsen gebouwd. De Aetos had een 3½ pk 492 cc V-twin motor.

### Aim
(Assemblagio italiano motocicli, Prato, later Vaiano 1976 - 1986), begon in 1976 met de bouw van 48- en 124 cc sport- en crossmotoren met Sachs- en Franco Morini-blokjes. Later ging men ook kindermotortjes maken.

### Alato
(Flli Mario & Giulio Gosio in Torino 1923 - 1925), bouwde lichte motorfietsen met een 131 cc tweetaktmotor. Hoewel de kwaliteit van de machines goed was kon Alato de concurrentie niet aan en beëindigde binnen enkele jaren de productie.

### Aldbert
(Moto Aldbert, S.r.L, Milano 1953 - 1959), maakte lichte machientjes met 49-, 123-, 160- en 173 cc tweetakten en 173- en 246 cc viertaktmotoren.

### Aliprandi
(Fratelli Aliprandi, Milano 1925 - 1930), klein motorfietsmerk dat mooie motorfietsen produceerde met Moser- 123- en 173 cc kopklepmotoren en 173- tot 498 cc zij- en kopklep - JAP- en Sturmey-Archer - inbouwmotoren. Zie ook Oasa.

### Altea
(S.A. Motocicli Altea, Milano 1939 - 1941). Nadat ingenieur Alberico Seiling zijn eerste merk MAS verkocht had, bouwde hij eerst motorfietsen onder zijn eigen naam en daarna, gefinancierd door de eens bekende motorfabrikant Türkheimer, 198 cc eencilinder kopklep-machines.

### AMR
(AMR, Casarza Ligure, Genua 1970 - 1983), kleine fabriek die rond 1980 125- tot 350 cc crossmotoren maakte. De blokken werden door Sachs geleverd.

### Aquila (Rome)
(Universal Motor, Moto Aquila, Roma 1954 - 1958). Kleinmotorfietsmerk dat 49-, 124-, 158 en 175 cc tweetakten en 99- en 174 cc viertakten maakte. Er is geen verband met Aquila in Bologna.

### Ardea
(Off. Mecc S.A. Ardea, Gallarate 1928 - 1933). Klein Italiaans merk dat Moto Guzzi-achtige motorfietsen met liggende 173- en 247 cc kopklepmotoren bouwde.

### Ardito
(Soc. Ind. Mec. SIMES, Stradella, Pavia 1951 - 1954). Bedrijf dat kleine aantallen moderne 48- tot 173 cc motorfietsen maakte. Tot 98 cc waren dit tweetakten, daarboven viertakten. Ardito maakte ook 49- en 73 cc hulpmotoren.

### Ariz
(Armando Rizetto, Milano 1952 - 1954). Merk dat 48 cc motorfietsjes maakte. De blokjes hadden een liggende cilinder waardoor ze op de Garelli Mosquito leken. Ze werden ook als hulpmotor verkocht.

### Asso
(Costruzioni Meccaniche Algadi, Turijn 1927 - 1931). Merk dat sportmotoren bouwde met eigen 173 cc kopklepmotoren.

### Atala (Milaan)
(Offizina Meccanica Atala, Milano 1925 - 1934). Fabriek die 173- tot 498 cc JAP- en Blackburne-motoren inbouwde. Er was nog een merk met de naam Atala, zie Atala (Padua).

### Attolini
(Gustavo Attolini, Motocicli, Spineda 1920 - 1923). Fabriek die lichte motorfietsen bouwde met achtervering en 269 cc Villiers-blokken.

### Azzariti
(Vincenzo Azzariti, Venezia 1931 - 1934) had een bedrijf dat racemotoren bouwde met 174- en 348 cc kopklepmotoren, deels paralleltwins met bovenliggende nokkenassen en desmodromische klepbediening.

### Baroni
(Officine Meccaniche Moto Baroni 1958). Dit merk maakte alleen in 1958 een 175 cc viertakt, enkele 50 cc bromfietsen en gemotoriseerde bakfietsen.

### Basigli
Basigli was een klein historisch merk, dat nooit echt van de grond kwam. De ex-coureur Remiglio Basigli ontwikkelde al in 1952 een soort wankelmotor die echter acht jaar later pas op de beurs van Milaan aan het publiek werd getoond. Er was echter weinig belangstelling voor. Er bestaat geen goede beschrijving van de motor, die 125 cc cilinderinhoud had. Waarschijnlijk is er alleen een prototype van gemaakt.

### BB (Parma)
(Motocicli Ugo Bocchi, Parma 1925 - 1927). Dit was een kleine fabriek die 123 cc tweetakten met liggende cilinder maakte. Voor een ander merk met de naam BB, zie BB (Stettin).

### Beccaccino
Zie Betocchi

### Beccaria
(Beccaria & Revelli, Mondovì, Cueo 1925 - 1928). Italiaans merk dat desondanks typisch Engelse motorfietsen maakte. Ze hadden 346 cc Villiers-blokken en 347 cc zij- en kopklep-Blackburne-motoren.

### Benotto
(Motocicli Benotto S.p.A, Milano 1953 - 1957). Benotto maakte tot 1953 fietsen maar daarna ook bromfietsen en lichte motorfietsen. Men gebruikte voornamelijk ILO-tweetaktmotoren.

### Berneg
(Costruzioni Meccaniche Berneg, Caselecchio die Reno, Bologna 1954 - 1961). Italiaanse fabriek van Paride Bernardi en Corrado Negroni die door Ing. Alfonso Drusiani ontworpen 159- en 185 cc kopklep paralleltwins bouwde. Het waren vrij dure sportieve machines, die in kleine aantallen gebouwd zijn.

### Bertoni
De firma Bertoni maakte in 1954 een sportieve 160 cc tweetakt-motorfiets.

### Betocchi
Betocchi maakte in de jaren vijftig motorfietsen met eigen frames die de naam Beccaccino droegen. De motorblokken kwamen van Demm. Het bedrijf was net als Demm gevestigd in Porretta Terme.

### Bimm
((Bimotor) Motori Bimm, later Bimotor, Firenze). Italiaanse fabriek van José Becocci die vanaf 1972 vooral bromfietsen met Minarelli-motor maakte, die ook onder de naam Motobimm verkocht werden. Daarnaast produceerde men ook 125 cc cross- en trialmotoren.

### Bimotor
Zie Bimm

### BMA
Fabriekje waar 125 en 250 cc terreinmachines gebouwd worden. Het werd opgericht in 1977 in Rome. Wanneer de productie eindigde is niet bekend. Er was nog een merk met deze naam, zie BMA (Frankrijk).

### BMM
(Bernardi Mozzi Motor) was een Italiaans merk van hulpmotoren voor fietsen. Dit bedrijf presenteerde in 1983 een 48 cc hulpmotor die op een gewone fiets gemonteerd kon worden.

### BMP (Pinerolo)
(Soc. Brevetti Malasagna, Pinerolo 1920 - 1925). Merk dat 240 cc eencilinder tweetakten met vier versnellingen maakte. Voor andere merken met de naam BMP, zie BMP (Parijs) en BMP (Perugia).

### Borghi
(S.p.A. Carlo Borghi, Milano 1951 - 1963). Borghi bouwde aanvankelijk lichte brom- en motorfietsjes met 38- en 49 cc Mosquito- en Ducati-blokjes (van Ducati kwam het beroemde Cucciolo-viertaktblokje). Ze werden onder de naam Olympia op de markt gebracht. Later bouwde Borghi ook een 123 cc versie met Engelse BSA-motor.

### B&P
De firma B&P presenteerde in 1926 een gemotoriseerde fiets met een Della Ferrera-hulpmotor en een 175 cc motorfiets met een Franse Brouillers-motor.

### Breda
(Aer-Breda S.p.A, Societa Italiana Ernesto Breda, Milano 1946 - 1951). Voormalige Italiaanse vliegtuigfabriek die na de Tweede Wereldoorlog autocycles met 65 cc tweetaktmotor bouwde.

### BRM
(Officine Meccaniche Ricardo Bellentani, Modena 1955 - 1957). Dit was een klein merk dat 49 cc tweetakt-hulpmotoren maakte. Ricardo's broer Vittorio Bellentani, die technisch directeur bij motorfietsfabrikant Ferrari was, ontwikkelde het blokje. Hoewel het bedrijfje slechts enkele jaren bestond maakte men ook nog bromfietsen.

### BSU
Dit is een merk dat in 1923 werd opgericht door Ugo Siniscalchi. Hij bouwde motorfietsen met dwarsgeplaatste 350 cc Blackburne-blokken.

### Bulleri
De Italiaanse technicus Alberto Bulleri uit Pisa bouwde in 1931 een prototype van een motorblok met twee liggende 136 cc DKW-cilinders. Het is waarschijnlijk nooit in productie gegaan.

### Busi
(Officine Meccaniche Busi, Bologna 1950 - 1953). Merk van Athos Busi dat sportieve tweetakten bouwde. Vanaf 1952 maakte hij 125- en 160 cc machines die ook als Nettunia verkocht werden.

### CBR
(CBR Motocicli Cigala, Barberis & Ruda, Torino 1912 - 1914). Fabriek die zowel twee- als viertaktmotoren van 3- tot 8 pk inbouwde. Men leverde ook koppelingen, versnellingsbakken, naven en complete motorblokken.

### CMK
CMK maakte in de jaren zestig op kleine schaal design motoren enkel in 50cc tweetaktmotor versie. De motoren werden op bestelling geleverd aan vooral buitenlanders, vooral Duitsland. Een van de ontwerpers was ook een Duitser, Otto Kohler. De gebruikte motor was een Zündapp.

### CMP
CMP staat voor Ciclomotori S.A.S, Padova en was een merk dat tussen 1953 en 1956 motorfietsen van 49- tot 123 cc en 125 cc leverde met motoren van Sachs en Ceccato.

### COM
(Carbonero & Schoch, Torino 1926-1928). COM was een merk dat gedurende enkele jaren motorfietsen met 123- en 173 cc eencilinder-blokjes produceerde.

### CRT
(Ditta Cavasini & Romin, Treveso 1925 - 1929). Merk dat sportieve motorfietsen met open frames bouwde, waarin 248- en 348 cc Blackburne-kopklepmotoren werden gehangen. De voorvork was van Druid en de versnellingsbak van Burman.

### Cabrera
Cabrera was een Italiaans merk dat vanaf 1979 op kleine schaal 124- en 158 cc tweetakt trialmachines produceerde. Deze waren voorzien van Tau-motorblokken.

### Calcaterra
Ingenieur Piero Calcaterra uit Milaan bouwde eind 1926 een lichte 175 cc tweetakt. De machine ging in 1927 in serieproductie. Het bijzondere aan de constructie was dat carter en versnellingsbak horizontaal deelbaar waren, in tegenstelling tot de verticaal deelbare blokken die indertijd gebruikelijk waren.

### Capponi
(Motocicli Capponi & Co., Torino 1924 - 1926). Capponi was een Italiaans merk dat gedurende korte tijd motorfietsen bouwde met eigen 173 cc tweetaktmotor.

### Caproni-Vizzola
(Costruzioni Aeronautiche Caproni, Vizzola Ticino 1953 - 1959). Vroeger tot het Aero-Caproni-concern behorende vliegtuigfabriek die motorfietsen bouwde met 98- tot 247 cc NSU-twee- en viertaktmotoren. Zie ook Capriolo.

### Carcano
De Milanese markies Carcano ontwikkelde in 1899 een hulpmotor die boven de trappers van een fiets gemonteerd kon worden. In 1902 eindigde het bedrijf, waar ook de gebroeders Maserati hun eerste ervaringen opdeden, de productie.

### Carda
De Carda-hulpmotor werd in 1950 in Bologna gebouwd. Het was een klein tweetaktblokje dat op een platform naar het achterwiel van een fiets gezet kon worden om dit met een ketting aan te drijven.

### Casoli
Casoli motorfietsen werden gebouwd door Moto Casoli, Milano 1928 - 1933) was een fabriek die 173 cc Villiers-blokken gebruikte om lichte motorfietsen te maken die veel op de Ancora-producten leken.

### Chianale
Chianale was een merk dat gevestigd was in Cuneo en in 1927 een lichte motorfiets met een 350 cc Chaise-eencilindermotor bouwde.

### Chiorda
(Chiorda de Fratelli Trapletti, Bologna). Merk dat in 1954 begon met de productie van een 100 cc tweecilinder viertakt en later 48- en 70 cc-modellen met Franco Morini-motoren maakte.

### Cima
Cima (Ing. P. Cima & Fratello, Torino, 1924 - 1927) is een historisch merk van motorfietsen. Cima was een kleine fabriek die voornamelijk 247- en 347 cc Blackburne-zij- en kopklepmotoren gebruikte.

### Colella
Colella was een bedrijf met vestiging in Rome dat in 1981 de Colcar-minibromfiets presenteerde. Deze was zo klein dat hij met gemak in een auto of boot kon worden meegenomen. Het 50 cc motortje was van Franco Morini.

### Colombo
De Colombo is een historisch prototype van een motorfiets. De Italiaanse constructeur Ercole Colombo maakte in 1950 een staande 250 cc eencilinder-motor. Een jaar later was ook een frame klaar. De machine had geen kleppen maar een draaiende schijf waardoor het mengsel en de uitlaatgassen werden aan- en afgevoerd. De schijf werd door een koningsas aangedreven.

### Cozzo
De Cozzo is een motorfiets met een 174 cc viertaktmotor die in april 1954 werd gepresenteerd door de Milanese constructeur Cozzo. Deze motorfiets had een liggende cilinder, bovenliggende nokkenas en cardanaandrijving. Het achterwiel was enkelzijdig opgehangen. De machine ging echter niet in productie en er is nooit meer iets van gehoord.